# Leonardo Grosso
Leonardo Grosso (San Martín, Provincia de Buenos Aires, Argentina; 1 de abril de 1983) es un dirigente político de San Martín y referente nacional del Movimiento Evita. Es Diputado de la Nación Argentina por la Provincia de Buenos Aires desde el 10 de diciembre de 2011 y estudiante de Ciencia Política en la Universidad Nacional de San Martín. Trabaja en temas de medio ambiente, género y diversidad, violencia institucional y economía popular. 
Preside la Comisión de Recursos Naturales y Conservación del Ambiente Humano en el Congreso de la Nación, y es vocal en las comisiones de Derechos Humanos y Garantías; Mujeres y Diversidad; Pequeñas y Medianas Empresas; Prevención de Adicciones y Control del Narcotráfico, y Seguridad Interior. 
En 2019 contrajo matrimonio con Guillermo Castro, es el primer Diputado Nacional en casarse bajo la ley de matrimonio igualitario.

## Trayectoria política
Nació en 1983 en la Corporación Médica de San Martín. En 1999 comenzó su militancia en el centro de estudiantes de su colegio secundario, luego de organizar una colecta solidaria para los afectados por las grandes inundaciones que sufrió el conurbano bonaerense. Participó de las asambleas de diciembre de 2001, y siguió su militancia en Las Tunas de Tigre, se hizo responsable del cuidado de los chicos de nivel inicial con técnicas de educación popular, para luego quedar a cargo del armado del grupo de juventud de la organización barrial. 
Una vez conformado el Movimiento Evita (2005) se dedicó de lleno a la construcción del frente juvenil, la JP Evita Nacional, para luego hacerse cargo de la organización en San Martín, creó los primeros comedores y cooperativas textiles que forman parte de la vasta red que la agrupación desarrolla en la localidad. Desde allí se incorporó al trabajo político del distrito, participó de distintas áreas de la gestión de la Provincia y de la Nación. En 2011 fue elegido por primera vez Diputado Nacional por la Provincia de Buenos Aires y fue reelecto en el 2015 y 2019. 

### Matrimonio igualitario
En 2018 declaró su relación con Guillermo Castro, a través de una publicación en las redes sociales de una foto junto a su pareja, en coincidencia con el Día de la Militancia y la Marcha del Orgullo LGBTIQ+. En la publicación citó a Carlos Jáuregui, con la frase «en una sociedad que nos educa para la vergüenza, el orgullo es una respuesta política». Un año después, en 2019, contrajo matrimonio en el Registro Civil de José León Suárez, es el primer Diputado Nacional en casarse bajo la ley de Matrimonio Igualitario.

## Trabajo legislativo
Leonardo Grosso trabaja en temas de ambiente, derechos sexuales y reproductivos, género, discriminación, seguridad y soberanía alimentaria, violencia institucional y economía popular.
Fue impulsor y vocal de la "Campaña contra la Violencia Institucional". En 2012 presentó un proyecto de ley para que se instituyera el 8 de mayo como "Día Nacional de la Lucha contra la Violencia Institucional", que lleva el número de Ley 26.811, en conmemoración de la Masacre de Budge.
Grosso apoyó el debate sobre la legalización de la interrupción voluntaria del embarazo, donde, además, participó con una intervención durante el debate en la Cámara de Diputados. 
Otras iniciativas incluyen:
- Emergencia en materia de adicciones.
- Políticas públicas destinadas a la erradicación de la violencia y la discriminación en el ámbito escolar.
- Ratificación de la "Convención interamericana contra el racismo, la discriminación racial y formas conexas de intolerancia".
- Emergencia Social (Ley 27.345).
- Declarar Símbolo Nacional Argentino al Pañuelo Blanco de las Madres de Plaza de Mayo.

### Ambiente
- Proyecto de Ley de Humedales.
- Reducción del impacto ambiental derivado de la utilización de productos de plástico de un solo uso y sustitución con material biodegradables.

### Violencia institucional
- Instituir al 8 de mayo de cada año como el "Día Nacional de la Lucha contra la Violencia Institucional l" (Ley 26.811).
- Cupo Laboral para Personas Liberadas.
- Establecer una indemnización a favor de las víctimas o derechohabientes de la “Masacre de Pabellón 7°”.
- Denominar "Ezequiel Demonty" al Puente Nacional que une las localidades de Lanús, *Provincia de Buenos Aires, y Pompeya, Ciudad Autónoma de Buenos Aires (Ley 27.050).[13]
- Régimen de Promoción y Protección del Derecho a la Protesta Social.

### Soberanía y seguridad alimentaria
- Emergencia Alimentaria (Ley 27.519).[14]
- Creación de un fondo Fiduciario Público de Crédito para la Agricultura Familiar.
- Instituir el 16 de noviembre de cada año como el “Día nacional de la lucha campesina por el derecho a la tierra y al territorio”.

### Economía popular
- Régimen de la Producción Social Autogestionaria del Hábitat Popular.
- Régimen de regularización dominial para la integración socio urbana: modificación del anexo del artículo 2 de la Ley 27.453 que actualizó el registro de barrios populares.

### Género y diversidades
- Régimen de acceso al trabajo para personas trans.
- Instituir el 18 de marzo de cada año como el “Día de la Promoción de los Derechos de las Personas Trans” en conmemoración del fallecimiento de Claudia Pía Baudracco.
- Proyecto de ley de reconocimiento de la lengua de señas argentina (LSA) como una lengua natural y originaria que conforma el legado cultural de las personas sordas de la República Argentina.[15]